# Мусин-Пушкин, Александр Александрович
Граф Алекса́ндр Алекса́ндрович Му́син-Пу́шкин (22 апреля 1856— 7 декабря 1907) — вологодский и минский губернатор.

## Биография
Происходил из старинного дворянского рода. Сын генерал-адъютанта графа Александра Ивановича Мусина-Пушкина (1827—1903). Крещен 25 апреля 1856 года в церкви Новомихайловского дворца при восприемстве деда А. В. Пашкова и М. А. Хитрово.
В 1879 году окончил Санкт-Петербургский университет по юридическому факультету. В следующем году поступил на службу по Министерству юстиции, был товарищем прокурора Петроковского окружного суда.
В 1885 году перешел в Министерство внутренних дел и 14 мая 1886 года назначен был тургайским вице-губернатором. В 1887 году был назначен смоленским вице-губернатором, а в 1896 году переведен на ту же должность в Харьковскую губернию. В 1898 году был назначен вологодским губернатором, а в 1900 году перешел в Министерство двора, где занимал должность помощника начальника Главного управления уделов.
В 1902 году был назначен минским губернатором и пробыл в этой должности до 1905 года, после чего состоял причисленным к МВД. Дослужился до чина действительного статского советника (1901), состоял в придворном звании камергера (1898). Кроме того, состоял почетным мировым судьей Минского, Мозырского, Новогрудского и Речицкого уездов. Был избран почетным гражданином города Кадникова Вологодской губернии.
Умер от паралича сердца в 1907 году в Сан-Ремо и был похоронен на местном кладбище. Жена Елизавета Павловна (1862-1943), урождённая Краснопольская, покоится на Тегельском православном кладбище в Берлине.

## Награды
- Орден Святого Станислава 2-й ст. (1890)
- Орден Святой Анны 2-й ст. (1893)
- Орден Святого Владимира 3-й ст. (1898)
- Высочайшее благоволение (1900)
- медаль «В память русско-турецкой войны 1877—1878 гг.»
- медаль «В память царствования императора Александра III»

Иностранные:
- турецкий орден Меджидие 2-й ст. (1895)
- мекленбург-шверинский орден Грифона, большой командорский крест (1901)
- персидский орден Льва и Солнца 2-й ст. (1902)
- французский колониальный орден Черной Звезды, большой офицерский знак (1902)
- итальянский орден Святых Маврикия и Лазаря, большой офицерский крест (1902)